# مگدا سونیا
مگدا سونیا (آلمانی: Magda Sonja؛ ۲۳ مهٔ ۱۸۸۶ – ۲۰ اوت ۱۹۷۴) یک هنرپیشه اهل اتریش بود.